# Chiesa dei Santi Pietro e Paolo (Castelgomberto)
La chiesa dei Santi Pietro e Paolo, nota anche con il titolo di duomo, è la parrocchiale di Castelgomberto, in provincia e diocesi di Vicenza; fa parte del vicariato di Valdagno.

## Storia
Il primitivo luoo di culto di Castelgomberto sorse nel X secolo all'interno del castello di Chiuse, ubicato in una posizione strategica per difendere la valle dell'Agno.

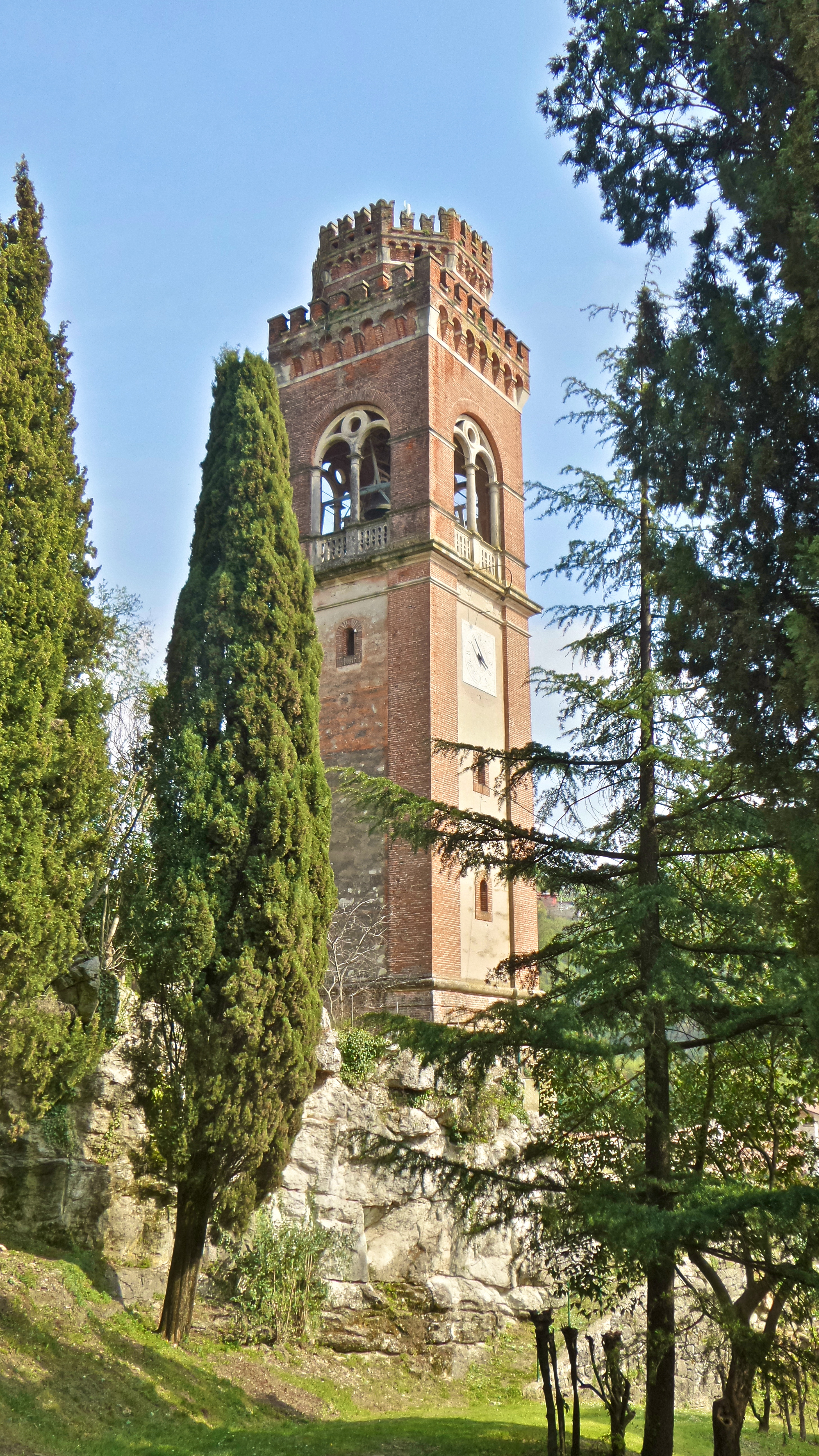
Il campanile

Questa chiesa fu eretta a parrocchiale nel XIII secolo, segno anche della sua maggiore importanza rispetto alle cappelle di Santo Stefano, Santa Maria Maddalena, San Giorgio, Santa Cecilia e San Fermo.
Nel XVI secolo essa ormai versava in pessime condizioni, tanto che nel 1533 venne decretato il trasferimento della parrocchialità nella chiesa di Santa Cecilia in paese.
Alla fine dell'Ottocento anche questa struttura si rivelò insufficiente a soddisfare le esigenze dei fedeli, cosicché si decise di edificare una nuova parrocchiale di maggiori dimensioni e l'incarico di redigerne il progetto venne affidato all'architetto Gerardo Marchioro. Nel novembre del 1897 si procedette all'acquisto del terreno individuato all'uopo, mentre la cerimonia di posa della prima pietra si tenne il 24 ottobre 1900; la parrocchiale fu inaugurata nel 1915 nonostante non fosse ancora ultimata in ogni sua parte.
Il sagrato antistante la chiesa venne realizzato nel 1934; tra il 1992 e il 1996 l'edificio fu dotato della rampa per disabili e restaurato, mentre nel 2000 si procedette all'esecuzione dell'adeguamento liturgico secondo le norme postconciliari mediante l'aggiunta dell'altare rivolto verso l'assemblea e dell'ambone.

## Descrizione

### Esterno
La facciata a salienti della chiesa, rivolta a occidente e abbellita da sette statue, è suddivisa da una cornice marcapiano in due registri, entrambi abbelliti da lesene e semicolonne: quello inferiore, più largo, presenta al centro il portale d'ingresso timpanato, mentre quello superiore è caratterizzato dal rosone e coronato dal frontone di forma triangolare.
Dietro al duomo si erge su un alto basamento a scarpa il campanile a pianta quadrata; la cella presenta su ogni lato una bifora ed è coronata dal tamburo ottagonale con merlatura.

### Interno

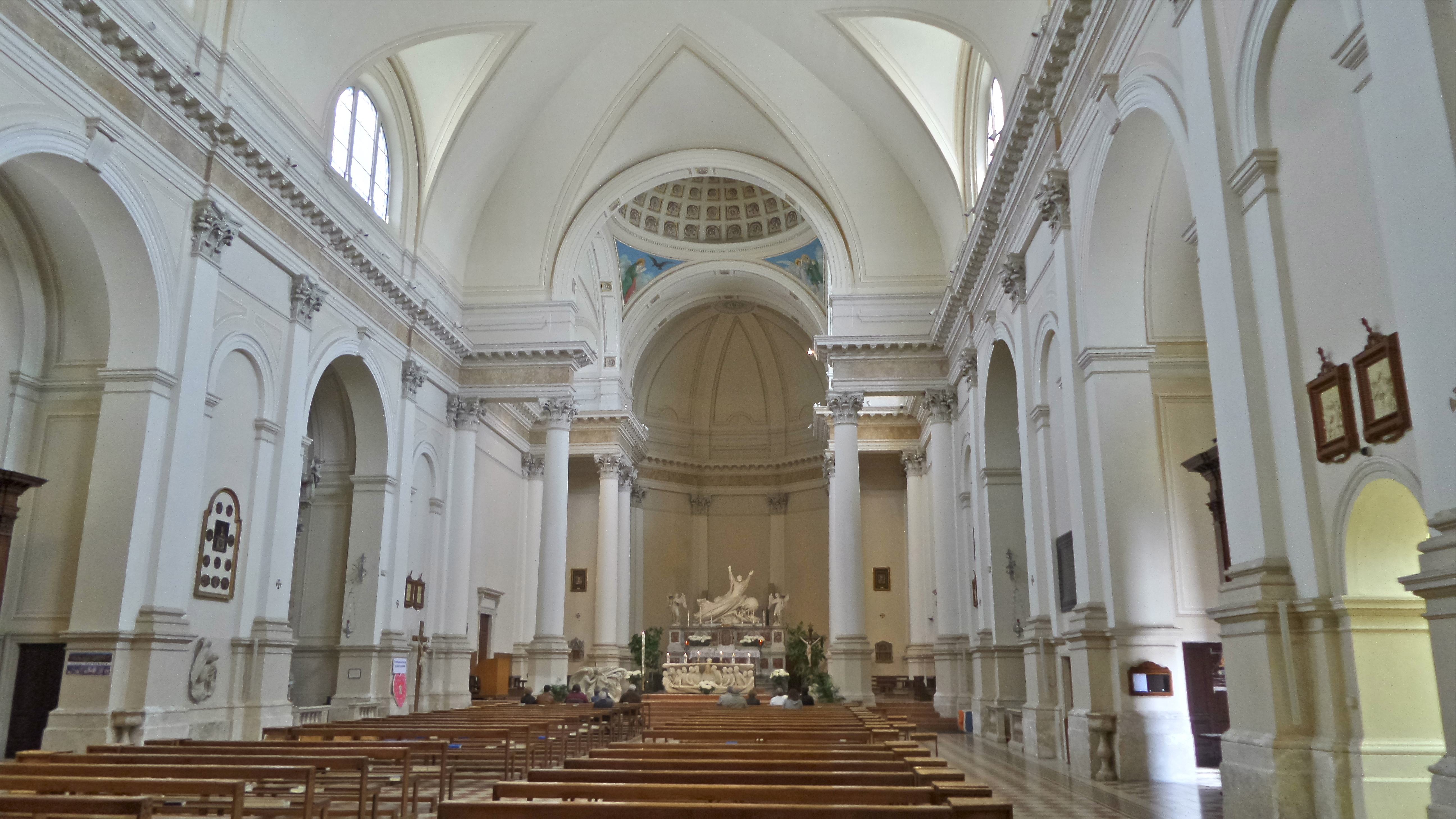
L'interno

L'interno dell'edificio, abbellito da colonne, si compone di un'unica navata, sulla quale si affacciano le cappelle laterali, introdotte da archi a tutto sesto, e le cui pareti sono scandite da lesene terminenti con capitelli d'ordine corinzio sorreggenti la trabeazione modanata e aggettante sopra la quale si imposta la volta; al termine dell'aula si sviluppa il presbiterio, rialzato di alcuni gradini, ospitante l'altare maggiore e chiuso dall'abside di forma poligonale.